# Zöld csipkésbagoly
A zöld csipkésbagoly (Phlogophora meticulosa)  a rovarok (Insecta) osztályának a lepkék (Lepidoptera) rendjéhez, ezen belül a bagolylepkefélék (Noctuidae) családjához tartozó faj.

## Elterjedése
Európában vándorlepke, Észak-Afrikában és Ázsiában is előfordul.  Nyár elején átrepül a déli Alpok felett a Közép-és Észak-Európában, és kertekben, erdős területeken és a városi területeken tanyázik.

## Megjelenése
- lepke: szárnyfesztávolsága: 45–52 mm, az első szárnyak színe olajbogyó zöld, sárga-barna vagy rozsdabarna. Az elülső szárnyakat v alakú, sötét rajzok díszítik. A hátsó szárnyak világosabbak, és csak egy vékony, sötét keresztirányú vonal van rajtuk. Úgy néz ki felülről, mint egy száraz falevél.
- hernyó: zöld vagy barna

## Életmódja
- nemzedék: két generációja van, az első május-július között, a második augusztustól novemberig.
- hernyók tápnövényei: a hernyó polifág, lágyszárú növényeken él, mint a csalán , sóska , páfrányok és a fűzfa, de a termesztett növények kártevője is: dísznövények, mint a krizantém, kerti virágok, zöldség-, szőlő- és gyümölcsfák.

## Fordítás
- Ez a szócikk részben vagy egészben  az   Achateule című német Wikipédia-szócikk fordításán alapul.  Az eredeti cikk szerkesztőit annak laptörténete sorolja fel. Ez a jelzés csupán a megfogalmazás eredetét és a szerzői jogokat jelzi, nem szolgál a cikkben szereplő információk forrásmegjelöléseként.